# Nikita Tchibrikov
Nikita Dmitrievitch Tchibrikov - en russe : Никита Дмитриевич Чибриков et en anglais : Nikita Chibrikov - (né le 16 février 2003 à Moscou en Russie) est un joueur professionnel russe de hockey sur glace. Il évolue au poste d'attaquant.

## Biographie

### Carrière en club
Formé au HK CSKA Moscou, il rejoint les équipes de jeunes du HK Dinamo Moscou et débute en junior avec le MHK Dinamo Moscou dans la MHL lors de la saison 2019-2020. Il est choisi au deuxième tour, en cinquantième position par le Jets de Winnipeg lors du repêchage d'entrée dans la LNH 2020. En 2020-2021, il joue ses premiers matchs dans la KHL avec le SKA Saint-Pétersbourg. En 2023, il part en Amérique du Nord et est assigné au club-école des Jets, le Moose du Manitoba dans la Ligue américaine de hockey. Le 18 avril 2024, il joue son premier match dans la Ligue nationale de hockey avec les Jets lors du dernier match de la saison régulière et marque son premier but, celui de la victoire 4-2 face aux Canucks de Vancouver.

### Carrière internationale
Il représente la Russie au niveau international. Il prend part aux sélections jeunes.

## Statistiques

### En club
| Saison    | Équipe                | Ligue |    | Saison régulière | Saison régulière | Saison régulière | Saison régulière | Saison régulière |   | Séries éliminatoires | Séries éliminatoires | Séries éliminatoires | Séries éliminatoires | Séries éliminatoires |
| Saison    | Équipe                | Ligue | PJ | B                | A                | Pts              | Pun              | PJ               | B | A                    | Pts                  | Pun                  |                      |                      |
| 2019-2020 | MHK Dinamo Moscou     | MHL   | 32 | 3                | 13               | 16               | 8                | 3                | 0 | 1                    | 1                    | 4                    |                      |                      |
| 2020-2021 | SKA-1946              | MHL   | 11 | 3                | 6                | 9                | 12               | 5                | 0 | 3                    | 3                    | 2                    |                      |                      |
| 2020-2021 | SKA Saint-Pétersbourg | KHL   | 16 | 1                | 1                | 2                | 6                | -                | - | -                    | -                    | -                    |                      |                      |
| 2020-2021 | SKA-Neva              | VHL   | 20 | 3                | 5                | 8                | 49               | -                | - | -                    | -                    | -                    |                      |                      |
| 2021-2022 | SKA-1946              | MHL   | 4  | 4                | 2                | 6                | 8                | 7                | 3 | 5                    | 8                    | 29                   |                      |                      |
| 2021-2022 | SKA Saint-Pétersbourg | KHL   | 4  | 0                | 0                | 0                | 0                | -                | - | -                    | -                    | -                    |                      |                      |
| 2021-2022 | SKA-Neva              | VHL   | 28 | 15               | 16               | 31               | 10               | 17               | 4 | 6                    | 10                   | 12                   |                      |                      |
| 2022-2023 | HK Spartak Moscou     | KHL   | 31 | 1                | 1                | 2                | 8                | -                | - | -                    | -                    | -                    |                      |                      |
| 2022-2023 | Khimik Voskressensk   | VHL   | 16 | 3                | 7                | 10               | 4                | 2                | 0 | 0                    | 0                    | 0                    |                      |                      |
| 2022-2023 | MHK Spartak           | MHL   | 12 | 8                | 10               | 18               | 2                | 7                | 5 | 5                    | 10                   | 10                   |                      |                      |
| 2023-2024 | Moose du Manitoba     | LAH   | 70 | 17               | 30               | 47               | 53               | 2                | 1 | 0                    | 1                    | 0                    |                      |                      |
| 2023-2024 | Jets de Winnipeg      | LNH   | 1  | 1                | 0                | 1                | 0                | -                | - | -                    | -                    | -                    |                      |                      |
| 2024-2025 | Moose du Manitoba     | LAH   | 30 | 7                | 11               | 18               | 10               | -                | - | -                    | -                    | -                    |                      |                      |
| 2024-2025 | Jets de Winnipeg      | LNH   | 4  | 2                | 1                | 3                | 0                | -                | - | -                    | -                    | -                    |                      |                      |

### En équipe nationale
| Année | Compétition                          |   | PJ | B | A  | Pts | Pun | +/-               |  | Résultat |
| 2021  | Championnat du monde moins de 18 ans | 7 | 4  | 9 | 13 | 14  | +7  | Médaille d'argent |  |          |